# 南宁沛鸿民族中学
南宁沛鸿民族中学是南宁市完全公办中学、广西壮族自治区示范性普通高中。她以广西著名教育家雷沛鸿先生命名。学校办学特色鲜明，师资力量雄厚。学校现有桃源、江南校区。随着桃源校区最后一届高三毕业，学校现在以桃源校区为初中部，江南校区为高中部。学校拥有广西一流的教育基础设施和教学设备，是一所具有光荣历史和优良传统的学校。

## 校园
南宁沛鸿民族中学桃源校区（原东区）位于南宁市桃源路86号，为初中部。桃源校区有雷沛鸿纪念花园一座，园中有雷沛鸿先生纪念雕塑。江南校区（原西区）位于南宁市江南区沛鸿路（原槎路）5号，为高中部。江南校区有逸夫图书馆一座。在桃源和江南校区都有3块石头，上面刻着“和谐”、“自强”、“厚德”。

## 校史[3]
1951年，开始筹建广西军区干部子弟学校。
1952年6月1日，成立广西军区小学校。
1954年，更名未南宁市第二十一小学 。
1955年，学校小学部迁往柳州。
1956年8月。学校从柳州迁回南宁。
1957年，学校更名南宁市珠江小学
1958年8月，南宁市珠江小学撤销，学校停办1年。
1959年3月，广西军区决定恢复办学，名字仍用南宁市珠江小学。
1960年8月，学校更名南宁珠江子女学校并增加初中一年级。
1969年9月，学校挂牌更名为南宁市第十六中学。
1970年，学校设立高中部，成为一所完全中学。
1990年12月30日，为纪念著名教育家雷沛鸿先生，南宁市将学校命名为南宁沛鸿学校。
2002年6月25日，南宁沛鸿学校与南宁民族高中合并，成立南宁沛鸿民族中学。
2012年11月16日，为南宁沛鸿民族中学建校60周年。

## 历任校长[3]
- 广西军区小学校
  - 宁克义（首任副校长） 1952.6-1953.11
  - 刘树谦 1953.11-1954.12
- 南宁市珠江小学
  - 隋宝章 1959.3-1959.8
- 南宁珠江子女学校
  - 邱岩桂 1960.8-1964.8
  - 一 丁1964.8-1969.8
- 南宁市第十六中学
  - 一 丁 1969.9-1978.11
  - 邵 葳 1978.12-1980.12
  - 梁仕业 1984.9—1990.12
- 南宁沛鸿学校
  - 梁仕业 1991.1-1992.3
  - 刘业伦 1992.3-1999.9
  - 陈家琏 1999.10-2002.5
- 南宁沛鸿民族中学
  - 陈家琏 2002.6-2002.9
  - 韦平凡 2002.10-2005.11
  - 戴启猛 2005.12-至今